# Emerenciana
Santa Emerenciana de Roma fou una màrtir romana que va morir el 304 durant les persecucions de Dioclecià.
Pocs dies després de la mort de santa Agnès, una noia anomenada Emerenciana va ser detinguda mentre pregava a la seva tomba. Va dir que era la filla de la mainadera d'Agnès i, per tant, la seva germana de llet: va recriminar la mort de la màrtir i va proclamar la seva fe cristiana, per la qual cosa també va ser morta, lapidada. Per això va ser canonitzada.